# Nick Gain
Niki Gain és un cantant, compositor i productor andorrà de rock electrònic. Fou membre del grup Anonymous amb el qual representà el seu país l'any 2007 al Festival d'Eurovisió. Després d'haver-se separat del grup, Nick Gain (en aquell moment Nicki) va muntar un altre grup, els Trilobeats. A Barcelona serà, però, on aconsegueix produir el seu primer EP “Born in the 80's” el 2014 en solitari. Va comptar amb l'ajuda de productors de renom com ara Micky Forteza (de Jarabe de Palo), Mike Marsh (Depeche Mode, Oasis, The Prodigy, Chemical Brothers…) i Hal Ritson (The Young Punx, Black Eyed Peas, David Guetta…). Actualment és l'un dels cantants millors valorats de l'escena musical andorrana.

## Discografia

### Anonymous
Singles:
- Salvem el Món

### Solitari
Singles:
- Born in the 80's